# Difenoconazole
El difenoconazole és un fungicida del grup triazole, molt usat a tot el món. És de contacte i sistèmic, amb activitat preventiva, guaridora i erradicant. És absorbit ràpidament per les parts verdes de les plantes.
Nom químic:1-[2-[4-(4-clorofenoxi)-2-clorofenil]-4-metil-1,3-dioxan-2-ilmetil]-1H-1,2,4-triazole.
La seva situació en el registre de la Unió Europea és: inclòs en l'Annex I segons la Directiva 2008/69/CE de la Comissió d'1 de juliol de 2008 [DO L 172 de 02.07.2008].
Notificador: Syngenta.

## Mode d'acció
Com altres triazoles, el seu mode d'acció consisteix en la inhibició de la biosíntesi de l'ergosterol. No actua sobre la germinació de les espores ni sobre la formació dels apresoris ni sobre les hifes. Impedeix el creixement del miceli.

## Característiques
- Sòlid incolor
- Punt de fusió: 76 °C
- Pnt d'ebullició: 220 °C/4Pa
- Tensió de vapor: 120nPa (a una temperatura de 20 °C)
- Solubilitat: (a una temperatura de 20 °C)
  - - En aigua: 3.3mg/l
  - - Soluble fàcilment en solvents orgànics
- Toxicitat: No és tòxic per a les abelles. Estímuls en la pell i ulls de conills, però no en la pell d'hàmsters. Toxicitat aguda en Anas (aus) és de LD50>2150mg/kg. La toxicitat percutània en conills és de LD50>2010mg/kg. Per la truita de riu marró (peixos) és de LC50< 0.8mg/l
- Funcions: fungicides d'absorció interna (sistèmic) amb funció de tractament d'abssorció interna i protecció.

## Aplicacions
Aplicacions del difenoconazole al 95%TC:
- Bactericida d'ampli espectre, es fa servir en el processament de fulles o tractament de llavors per augmentar la protecció de les collites i assegurar la qualitat.
- Té un efecte durador i efectiu contra fongs com nombrosos fongs els de les classes ascomicets, basidiomicets i deuteromicets. També té un efecte contra l'antracnosi i podridura del raïm.